# فرودگاه دانکن تاون
فرودگاه دانکن تاون (به انگلیسی: Duncan Town Airport) یک فرودگاه همگانی با کد یاتا DCT است که یک باند فرود آسفالت دارد و طول باند آن ۱۱۵۸ متر است. این فرودگاه در شهر دانکن تاون کشور باهاما قرار دارد .